# Folketing
Das Folketing [ˈfɔlkə.tɪŋ] (deutsch etwa „Volksversammlung“, wörtlich Volks-Thing) ist das Parlament Dänemarks. Seit 1953 besteht es aus einer Kammer mit 179 Abgeordneten. Davon werden je zwei „nordatlantische“ Abgeordnete in den beiden anderen Ländern des Königreichs Dänemark gewählt: auf den Färöer-Inseln und in Grönland. Bis 1953 bildete das Folketing nur eine von zwei Kammern des Dänischen Reichstages, während das Landsting die erste Kammer bildete.
Als fünfter Staat der Erde nach Neuseeland, Australien, Finnland und Norwegen nahm Dänemark mit Island 1915 das Frauenwahlrecht in die Verfassung auf und brachte es bei der Folketingswahl 1918 erstmals zur Anwendung.
Parlamentssitz ist Schloss Christiansborg in Kopenhagen.

## Wahlrecht
Das Folketing wird in freier, direkter und geheimer Wahl nach dem Verhältniswahlrecht bestimmt. Wahlberechtigt sind alle dänischen Staatsbürger, die das 18. Lebensjahr vollendet haben. Das Parlament hat seit 1953 eine feste Größe von 179 Abgeordneten, die für eine Amtszeit von maximal vier Jahren gewählt werden. Darunter befinden sich auch jeweils zwei Abgeordnete aus den Färöer und aus Grönland. Bei den übrigen 175 zu vergebenden Sitzen handelt es sich um 135 Kreismandate und 40 Ausgleichsmandate.
Zur Verteilung der Mandate ist Dänemark in drei Regionen (Hovedstaden, Sjælland-Syddanmark und Midtjylland-Nordjylland) aufgeteilt, die wiederum in insgesamt zehn Mehrpersonenwahlkreise aufgeteilt sind. Landesweit gibt es des Weiteren 92 Nominierungsbezirke, welche jedoch keinen Einfluss auf die Sitzverteilung haben. Die Aufteilung der 175 Mandate auf die Regionen und dann Wahlkreise wird anhand der Verteilung von Bevölkerung und Wählern sowie der Fläche vorgenommen, wobei jeder Wahlkreis mindestens 2 Kreismandate erhält. In jedem der zehn Wahlkreise werden die Kreismandate nach dem D’Hondt-Verfahren auf die Parteien verteilt. Anschließend werden die 40 Ausgleichsmandate so unter den berechtigten Parteien verteilt, dass die Sitzverteilung im Folketing auch möglichst nahe an der landesweiten Stimmenverteilung liegt. Um hierfür berechtigt zu sein, muss eine Partei entweder zwei Prozent der Stimmen erhalten haben, ein Kreismandat gewonnen haben oder zumindest in zwei der drei Landesteile so viele Stimmen erhalten haben, wie durchschnittlich pro Kreismandat vergeben wurden.
Der Ministerpräsident oder die Ministerpräsidentin kann jederzeit Neuwahlen ausschreiben. Falls die Regierung in einer als bedeutsam erachteten Frage keine Mehrheit im Folketing findet, muss der Ministerpräsident oder die Ministerpräsidentin entweder mit seiner Regierung zurücktreten oder Neuwahlen ausrufen.

## Parteien im Folketing

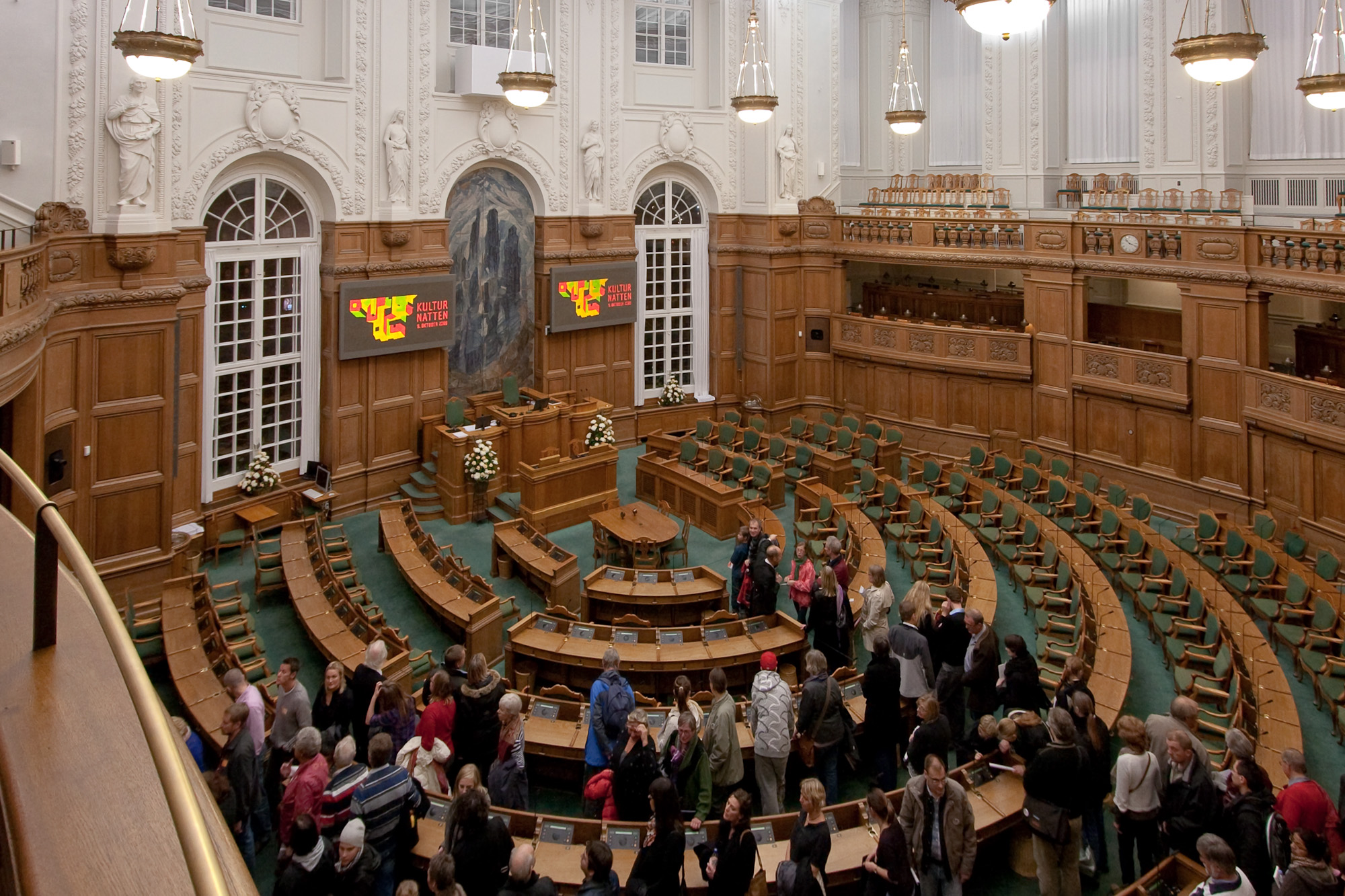
Plenarsaal mit elektronischer Abstimmungstafel

Nach der Wahl vom 1. November 2022 setzte sich das Folketing folgendermaßen zusammen:
| Logo   | Logo              | Partei                                                  | Liste             | Ausrichtung                             | Parteivorsitz/ Parteiführung | Gruppenvorsitz           | Sitze         | Sitze   | Sitze |
| Logo   | Logo              | Partei                                                  | Liste             | Ausrichtung                             | Parteivorsitz/ Parteiführung | Gruppenvorsitz           | nach der Wahl | aktuell | +/−   |
| ------ | ----------------- | ------------------------------------------------------- | ----------------- | --------------------------------------- | ---------------------------- | ------------------------ | ------------- | ------- | ----- |
|        |                   | Socialdemokraterne (S) Sozialdemokraten                 | A                 | sozialdemokratisch                      | Mette Frederiksen            | Leif Lahn Jensen         | 50            | 50      | ▬     |
|        |                   | Venstre (V) Liberale                                    | V                 | liberal, konservativ                    | Troels Lund Poulsen          | Lars Christian Lilleholt | 23            | 23      | ▬     |
|        |                   | Moderaterne (M) Gemäßigte                               | M                 | zentristisch, sozialliberal             | Lars Løkke Rasmussen         | Henrik Frandsen          | 16            | 12      | ▼4    |
|        |                   | Socialistisk Folkeparti (SF) Sozialistische Volkspartei | F                 | demokratisch-sozialistisch, grün        | Pia Olsen Dyhr               | Theresa Berg Andersen    | 15            | 15      | ▬     |
|        |                   | Danmarksdemokraterne (DD) Dänische Demokraten           | Æ                 | bürgerlich, konservativ                 | Inger Støjberg               | Peter Skaarup            | 14            | 16      | ▲2    |
|        |                   | Liberal Alliance (LA) Liberale Allianz                  | I                 | liberal, libertär                       | Alex Vanopslagh              | Ole Birk Olesen          | 14            | 15      | ▲1    |
|        |                   | Konservative Folkeparti (KF) Konservative Volkspartei   | C                 | konservativ                             | Mona Juul                    | Mona Juul                | 10            | 10      | ▬     |
|        |                   | Enhedslisten (EL) Einheitsliste                         | Ø                 | sozialistisch, linksalternativ          | kollektiv                    | Peder Hvelplund          | 9             | 9       | ▬     |
|        |                   | Radikale Venstre (RV) Sozialliberale                    | B                 | sozialliberal                           | Martin Lidegaard             | Martin Lidegaard         | 7             | 6       | ▼1    |
|        |                   | Nye Borgerlige (NB) 1 Neue Bürgerliche                  | D                 | rechtspopulistisch, nationalkonservativ | —                            | —                        | 6             | —       | ▼6    |
|        |                   | Alternativet (ALT) Alternative                          | Å                 | grün                                    | Franciska Rosenkilde         | Helene Brydensholt       | 6             | 6       | ▬     |
|        |                   | Dansk Folkeparti (DF) Dänische Volkspartei              | O                 | rechtspopulistisch                      | Morten Messerschmidt         | Peter Kofod              | 5             | 7       | ▲2    |
|        |                   | Borgernes Parti (BP) Partei der Bürger                  | H                 | rechtspopulistisch                      | Lars Boje Mathiesen          | Lars Boje Mathiesen      | —             | 1       | ▲1    |
|        |                   | Sambandsflokkurin (; SP)                                | B                 | liberal                                 | Bárður á Steig Nielsen       | Anna Falkenberg          | 1             | 1       | ▬     |
|        |                   | Javnaðarflokkurin (; JF)                                | C                 | sozialdemokratisch                      | Aksel V. Johannesen          | Sjúrður Skaale           | 1             | 1       | ▬     |
|        |                   | Inuit Ataqatigiit (; IA)                                | —                 | sozialistisch                           | Múte B. Egede                | Aaja Chemnitz            | 1             | 1       | ▬     |
|        |                   | Siumut (; SIU)                                          | —                 | sozialdemokratisch                      | —                            | —                        | 1             | —       | ▼1    |
|        |                   | Naleraq (; N)                                           | —                 | separatistisch                          | Pele Broberg                 | Aki-Matilda Høegh-Dam    | —             | 1       | ▲1    |
|        | Unabhängige (UFG) | Unabhängige (UFG)                                       | Unabhängige (UFG) | Unabhängige (UFG)                       | Unabhängige (UFG)            | Unabhängige (UFG)        | —             | 5       | ▲5    |
| Gesamt | Gesamt            | Gesamt                                                  | Gesamt            | Gesamt                                  | Gesamt                       | Gesamt                   | 179           | 179     | ▬     |

## Regierungsbildung

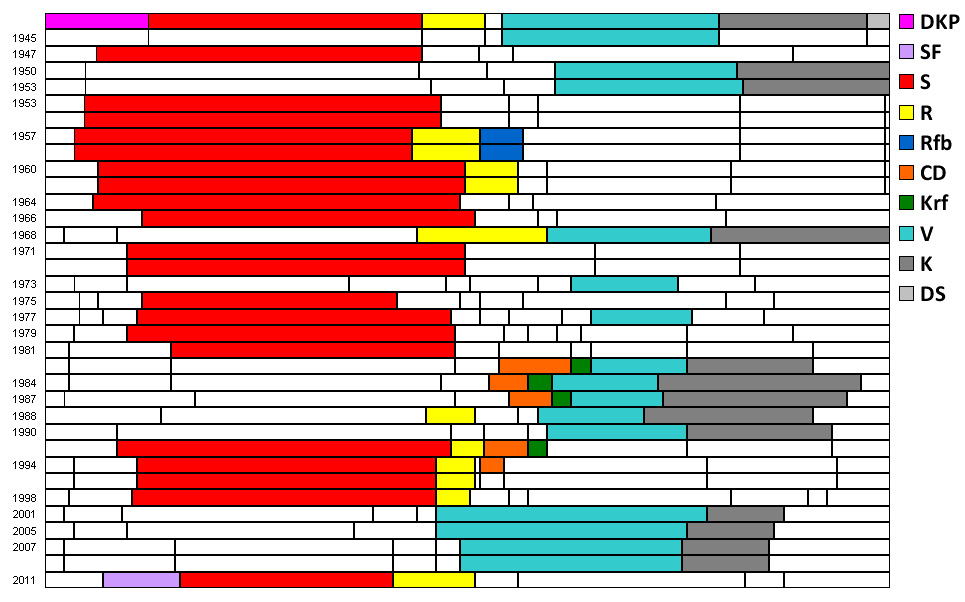
Parlamentarische Grundlage der dänischen Regierungen 1945–2013. Links sind Wahljahre vermerkt, rechts die Parteikürzel (Datenbasis: Folketingets oplysning).

Der Ministerpräsident wird vom König ernannt. Eine Mehrheitswahl im Parlament entsprechend der Kanzlermehrheit wie im Deutschen Bundestag sieht die Verfassung nicht vor. Allerdings darf das Staatsoberhaupt keinen Ministerpräsidenten gegen den informellen Willen des Parlaments berufen. Dieses parlamentarische Prinzip wurde 1901 etabliert und im Verlauf einer schweren Verfassungskrise 1920 endgültig durchgesetzt.
Der Ministerpräsident benötigt also keine formal dokumentierte Mehrheit im Parlament, er darf nur keine offensichtliche Mehrheit gegen sich haben. Dieser Umstand begünstigt die Bildung von Minderheitsregierungen. Sie müssen entweder bei wechselnden Partnern nach Mehrheiten suchen oder können sich auf feste Kooperationspartner festlegen. Seit der Auflösung der nationalen Sammlungsregierung Ende 1945 haben Koalitionen insgesamt nur sieben Jahre lang über eine eigene Mehrheit verfügt (vgl. Liste der dänischen Regierungen). Absolute Mehrheiten einer einzigen Partei im Folketing hat es seit der Einführung des Parlamentarismus nur zwischen 1901 und 1906 gegeben.

## Nordatlantische Abgeordnete
Rechnerische Mehrheiten werden seit der Verfassungsreform 1953 auch dadurch erschwert, dass die vier Abgeordneten Grönlands und der Färöer – in Dänemark als „nordatlantisch“ bezeichnet – in aller Regel nicht der Regierung beitreten. Sie sind zwar vollwertige Abgeordnete, beschränken sich jedoch meist darauf, nur an Abstimmungen teilzunehmen, welche die Angelegenheiten ihrer Herkunftsländer betreffen. Eine erste Ausnahme bildete die Ernennung des grönländischen Abgeordneten Mikael Gam zum Grönlandminister (1960–1964) der S-R-Regierungen Viggo Kampmann II und Jens Otto Krag I. Gam sicherte ihnen damit eine Ein-Stimmen-Mehrheit im Parlament. Er nahm gegen die ungeschriebenen Verfahrensregeln an wichtigen Abstimmungen teil und löste so jedes Mal heftige Proteste der oppositionellen Konservativen aus. Seitdem kam es immerhin siebenmal zu einer Regierungsbildung unter Einrechnung von nordatlantischen Mandaten: 1971 stützten Moses Olsen und Knud Hertling den Sozialdemokraten Krag; Óli Breckmann stützte in den 1980er Jahren Poul Schlüter (K); Jóannes Eidesgaard sicherte Poul Nyrup Rasmussen (S) 1998 weitere Regierungsjahre und Edmund Joensen erklärte 2007 seine Unterstützung für Anders Fogh Rasmussen (V). Auch die parlamentarische Grundlage der Regierungen Thorning-Schmidt I und II sowie der Regierung Frederiksen I bezog bzw. bezieht Abgeordnete aus dem Nordatlantik mit ein.

## Sitzverteilung seit 1872
Bis 1918 wurden das Frauenwahlrecht und annäherungsweise das Verhältniswahlrecht eingeführt.

## Parlamentspräsidenten
Das Präsidium des Folketing besteht aus dem Parlamentspräsidenten und vier Stellvertretern. Es ist für die Sitzungsleitung und die täglichen Geschäfte des Folketing zuständig. Seine Wahl erfolgt jeweils im Herbst zu Beginn eines Sitzungsjahres. Seit 2022 ist Søren Gade (Venstre) Parlamentspräsident. Seine vier Stellvertreter sind (Stand November 2023) Leif Lahn Jensen (Socialdemokraterne), Jeppe Søe (Moderaterne), Karsten Hønge (Socialistisk Folkeparti) und Karina Adsbøl (Danmarksdemokraterne). Während in vielen Parlamenten stets die größte Fraktion den Präsidenten stellt, hat sich das Folketing wiederholt auf einen Kandidaten einer kleineren Fraktion geeinigt. Die vier Stellvertreterposten werden aber immer unter den vier größten Fraktionen verteilt, welche nicht den Parlamentspräsidenten stellen.
| Von               | Bis                | Parlamentspräsident          | Partei                      |
| ----------------- | ------------------ | ---------------------------- | --------------------------- |
| 30. Januar 1850   | 3. August 1852     | Carl Christoffer Georg Andræ | De Nationalliberale         |
| 4. Oktober 1852   | 12. Juni 1853      | Johan Nicolai Madvig         | De Nationalliberale         |
| 13. Juni 1853     | 2. Dezember 1859   | Carl Eduard Rotwitt          | Bondevennernes Selskab      |
| 3. Dezember 1859  | 2. Dezember 1870   | Laurids Nørgaard Bregendahl  | De Nationalliberale         |
| 3. Dezember 1870  | 30. September 1883 | Christopher Krabbe           | Venstre                     |
| 1. Oktober 1883   | 2. Oktober 1887    | Christen Berg                | Venstre                     |
| 3. Oktober 1887   | 16. Dezember 1894  | Sofus Høgsbro                | Venstre                     |
| 17. Dezember 1894 | 16. April 1895     | Rasmus Claussen              | Venstre                     |
| 17. April 1895    | 4. Oktober 1901    | Sofus Høgsbro                | Venstre                     |
| 5. Oktober 1901   | 30. Januar 1905    | Herman Trier                 | Venstre                     |
| 31. Januar 1905   | 14. März 1912      | Anders Thomsen               | Venstre                     |
| 15. März 1912     | 13. Juni 1913      | Jens Christian Christensen   | Venstre                     |
| 14. Juni 1913     | 29. März 1922      | Niels Pedersen-Nyskov        | Venstre                     |
| 7. April 1922     | 10. April 1924     | Jørgen Jensen-Klejs          | Venstre                     |
| 30. April 1924    | 24. November 1932  | Hans Peter Hansen            | Socialdemokraterne          |
| 30. November 1932 | 1. Mai 1933        | Gerhard Nielsen              | Socialdemokraterne          |
| 9. Mai 1933       | 30. Oktober 1945   | Hans Rasmussen               | Socialdemokraterne          |
| 22. November 1945 | 22. Februar 1950   | Julius Bomholt               | Socialdemokraterne          |
| 23. Februar 1950  | 22. September 1964 | Gustav Pedersen              | Socialdemokraterne          |
| 6. Oktober 1964   | 22. Januar 1968    | Julius Bomholt               | Socialdemokraterne          |
| 6. Februar 1968   | 30. September 1978 | Karl Skytte                  | Det Radikale Venstre        |
| 3. Oktober 1978   | 8. Dezember 1981   | Knud Børge Andersen          | Socialdemokraterne          |
| 22. Dezember 1981 | 10. Januar 1989    | Svend Jakobsen               | Socialdemokraterne          |
| 10. Januar 1989   | 3. Oktober 1989    | Erik Ninn-Hansen             | Det Konservative Folkeparti |
| 3. Oktober 1989   | 15. Januar 1993    | Hans Peter Clausen           | Det Konservative Folkeparti |
| 27. Januar 1993   | 5. Oktober 1994    | Henning Rasmussen            | Socialdemokraterne          |
| 5. Oktober 1994   | 11. März 1998      | Erling Olsen                 | Socialdemokraterne          |
| 26. März 1998     | 11. März 2003      | Ivar Hansen                  | Venstre                     |
| 18. März 2003     | 13. November 2007  | Christian Mejdahl            | Venstre                     |
| 28. November 2007 | 4. Oktober 2011    | Thor Pedersen                | Venstre                     |
| 4. Oktober 2011   | 3. Juli 2015       | Mogens Lykketoft             | Socialdemokraterne          |
| 3. Juli 2015      | 20. Juni 2019      | Pia Kjærsgaard               | Dansk Folkeparti            |
| 20. Juni 2019     | 16. November 2022  | Henrik Dam Kristensen        | Socialdemokraterne          |
| 16. November 2022 |                    | Søren Gade                   | Venstre                     |